# 155 mm Artilleriegeschoss DM 702 SMArt
SMArt 155 (Suchzünder-Munition für die Artillerie, englisch SubMunition for Artillery) ist eine Cargomunition mit zwei Submunitionen zur Bekämpfung schwer oder leicht gepanzerter Ziele auf mittlere Entfernung. Vertrieben wird die Munition von dem Unternehmen GIWS (Gesellschaft für Intelligente Wirksysteme mbH), einer Tochtergesellschaft der Unternehmen Diehl und Rheinmetall. Das Geschoss entspricht dem Joint Ballistics Memorandum of Understanding für 155-mm-Artilleriegeschosse und kann somit aus einer Vielzahl von Artillerie-Geschützen verschossen werden. Das Verteidigungsministerium der Bundesrepublik Deutschland sowie die Hersteller sehen in SMArt 155 eine „Punkt-Ziel-Munition“, die nicht dem Oslo-Abkommen zum Verbot von Streubomben unterliegt.

## Verwendung
Die SMArt 155 wurde entwickelt, um stehende und fahrende Ziele in jeder Umgebung und bei jeder Witterung zu bekämpfen. Der Einsatz erfolgt gegen getarnte und ungetarnte, „weiche“, „halb-harte“ und „harte“ Ziele mit geringem Munitionsaufwand. Somit können Ziele vom Lkw über leicht gepanzerte Schützenpanzer oder Flugabwehrfahrzeuge bis zu stark gepanzerten Kampfpanzern mit einer Munitionsart bekämpft werden. Durch die Funktionsweise und Sensoren ergeben sich laut Angaben von Rheinmetall „signifikant verminderte Kollateralschäden“. Sie ist auch für den Einsatz in der Wüste geeignet.

## Aufbau
Das Geschoss besteht aus der Geschosshülle, einer Ausstoßeinrichtung und zwei annähernd identischen Submunitionen. Jede Submunition besteht aus Brems- und Stabilisierungssystem, Suchzünder und Gefechtskopf. Der Suchzünder besteht aus Infrarotsensor, Millimeterwellen-Radar-Sensor (mmW-Radar-Sensor), Millimeterwellen-Radiometer-Sensor, Signalverarbeitungselektronik und Energieversorgung.

## Technische Beschreibung

### Abschuss und Submunitionsausstoß
Das Geschoss wird mit einer konventionellen Treibladung aus einem Artilleriegeschütz verschossen und stößt nach einer voreingestellten Flugzeit und damit Entfernung die Submunition aus. Die beiden am Fallschirm spiralförmig herabsinkenden Submunitionen tasten das Zielgebiet mit ihrer Dreifach-Suchsensorik autonom nach Zielen ab. Der Sensor-Algorithmus soll in der Lage sein, gepanzerte Gefechtsfahrzeuge zu erkennen, diese von Falschzielen zu unterscheiden und auch unter schwierigen Umgebungs- und Witterungsbedingungen zu bekämpfen. Zur Vermeidung von Blindgängern – wie sie bei strikt konventionellen Streubomben häufig auftreten – enthalten die Submunitionen eine redundante Selbstzerlegung.

### Brems- und Stabilisierungssystem
Das Brems- und Stabilisierungssystem reduziert zunächst die hohen Geschwindigkeits- und Drallwerte der Submunition nach dem Ausstoß aus der Geschosshülle und stellt danach die Dynamik für die Suchphase der Submunition zur Verfügung.

### Suchzünder
Der Suchzünder sucht durch die Drehung am Fallschirm das Gelände spiralförmig ab, erkennt Gefechtsfahrzeuge, misst die Entfernung zum Ziel, errechnet den optimalen Zündzeitpunkt und löst das Zündsignal aus. Eine Bestätigung der Zielerkennung ist nicht erforderlich. Damit ist es möglich, auch schnell fahrende Ziele zu bekämpfen.
Jeder der drei unabhängigen Sensoren ist in der Lage, Ziele zu erkennen und das Zündsignal auszulösen. Dadurch ist auch bei Störung oder Ausfall eines Sensors gewährleistet, dass die Auslösung der Zündung und die Bekämpfung des Ziels erfolgt.
Die Problematik besteht allerdings darin, dass
- nur bis zum Ausstoß der 1. Submunition die Ballistik genau bestimmt werden kann,
- der Ausstoßpunkt der 2. Submunition nicht genau bestimmt werden kann,
- die Ziele sich nach dem Ausstoß der Submunition im „Footprint“ befinden müssen, der mit dem Sinken des an einer Art Fallschirm hängenden Geschosses immer kleiner wird (Radius etwa 150 Meter),
- und die Windrichtung und Windgeschwindigkeit im Ziel (ggf. > 30 km entfernt) ziemlich genau bekannt sein muss.

Diese Daten können der „Zielmeldung“ beigefügt werden (siehe auch „System ADLER“) oder auch durch ein Wettermodell (zum Beispiel „WeModArt“ der Bundeswehr) errechnet werden.

### Gefechtskopf
Der Gefechtskopf ist als projektilbildende Ladung mit einem Liner aus Tantal ähnlich einem Hohlladungsgeschoss ausgeführt. Seine Leistungsfähigkeit ermöglicht die Bekämpfung aller Gefechtsfahrzeuge einschließlich reaktiver Panzerung. Während der nur wenige Millisekunden dauernden Flugzeit des Projektils vom Zündsignal bis zum Auftreffen kann das Zielfahrzeug selbst mit höchster Geschwindigkeit maximal 50 Zentimeter zurücklegen, wodurch die Geschwindigkeit des Fahrzeugs für den Gefechtskopf und die Bekämpfung unerheblich ist.

### Einsatzablauf
| Phase | Bild | Beschreibung |
| ----- | ---- | --- |
| 1     |      | Eine SMArt 155 wird aus einem 155-mm-Artilleriegeschütz verschossen. |
| 2     |      | Das Geschoss fliegt auf einer ballistischen Flugbahn bis zu 30 km weit. |
| 3     |      | Im Flug werden die Submunitionen über eine zeitgesteuerte Ausstoßladung ausgestoßen. |
| 4     |      | Nach dem Ausstoßen fallen die Submunitionen zunächst im freien Fall auf das Zielgebiet. |
| 5     |      | Der Fallschirm der Submunition entfaltet sich. Durch den speziellen Fallschirm bewegen sich die Submunitionen in einer Korkenzieherbahn nach unten, während die Sensoren das Zielgebiet absuchen.              |
| 6     |      | Mit Erkennen eines Ziels durch die Sensoren wird die projektilbildende Ladung gezündet. Der Penetrator trifft das Ziel von oben und damit an der Stelle, an der die Panzerungen meist schwach ausgeführt sind. |

## Produktion
Zum „SMArt 155-Team“ gehören unter anderem die Firmen Rheinmetall Waffe Munition GmbH, Diehl Munitionssysteme, EADS, AIM, Brüggemann und Preh-Werke an. Die PrehTronics GmbH in Willich (Fertigung von Elektroniken für SMArt) wurde im Jahr 2008 von der Preh-Gruppe an die EMS-Sparte der Lacroix-Gruppe veräußert. Nach der Nichtregierungsorganisation Aktionsbündnis Landmine.de wurden bis 2011 über 25.000 SMArt 155 produziert.
Für 800 Millionen Euro soll mit Stand Oktober 2022 SMArt 155-Munition für den Einsatz in der Ukraine bestellt werden und um gealterte Bestände der Bundeswehr zu ersetzen.

## Nutzung

### Bundeswehr
Die Bundeswehr nutzt die Suchzünder-Munition für die Artillerie im Kaliber 155 mm als SMArt 155 mm DM 702 zusammen mit dem modularen Treibladungssystem MLTS (DM 72) in der Panzerhaubitze 2000 (PzH 2000). Die effektive Reichweite beträgt dann 28 Kilometer. Bis 2003 wurden laut Hersteller 9400 Stück geliefert. Nach Angaben des Verteidigungsministeriums vom März 2011 wurden in den Jahren 2000 bis 2003 insgesamt 9000 Geschosse beschafft. Die Kosten für deren Entwicklung und Beschaffung haben bei 510 Mio. Euro gelegen. Die Munition sei beim ISAF-Einsatz in Afghanistan eingesetzt worden.
Am 20. Oktober 2022 vergab der Haushaltsausschuss des Deutschen Bundestages einen Auftrag in Höhe von 97,4 Millionen Euro zur Weiterentwicklung und Modernisierung der 155-mm-Suchzündermunition (SMArt 155) DM702 A1 an den Munitionshersteller Gesellschaft für Intelligente Wirksysteme (GIWS). Durchgeführt werden soll die Modernisierung im Zeitraum von 2022 bis 2027. Ziel ist bei der anstehenden Modernisierung der Artilleriesysteme der Bundeswehr ein grundsätzlicher Einsatz von intelligenter Suchzündermunition. Das gilt insbesondere für das in der Test- und Einführungsphase befindliche neue Artilleriegeschütz RCH 155.

### Andere Nutzer
Die SMArt 155 ist seit längerem in der Schweiz und in Griechenland eingeführt. In der griechischen Armee erfolgt der Einsatz wie bei der Bundeswehr in Kombination mit der PzH 2000. Im November 2003 wurde die erste Munitionslieferung an die griechische Armee übergeben. Für die Lieferung in die Schweiz wurde mit der RUAG zusammengearbeitet. 2002 wurden 2000 Stück für 168 Mio. CHF geordert.
Anfang 2008 wurde bekannt, dass auch die australische und die britische Armee die neue Munition im Wert von über 120 Mio. Euro erwarben.
Die amerikanische GIWS-Partnerfirma Alliant TechSystems verkaufte lizenzproduzierte SMArt 155 unter anderem in die Vereinigten Arabischen Emirate. Unter Lizenz wurden 11.000 Stück verkauft.
Mit der deutschen Übergabe von PzH 2000 im Juni 2022 an die Ukraine wurde auch SMArt-155-Munition mitgeliefert. Die Munition wurde bereits im Ukrainekrieg eingesetzt.

## Kontroverse um die Klassifizierung
Die offizielle Bezeichnung der Munition im Sprachgebrauch des Bundesministeriums der Verteidigung ist Punktzielmunition, um sie von konventioneller ungelenkter Streumunition zu differenzieren.

### Streubombe oder Submunition
Diese Waffe sehen verschiedene Menschenrechtsorganisationen wie Aktionsbündnis Landmine.de oder Handicap International als Streumunition an. Die Vertreter Deutschlands erreichten, dass die SMArt 155 nicht von den Kriterien des Oslo-Abkommens zum Verbot von Streubomben erfasst wird. Kritiker sehen daher die Ausnahmedefinition im Widerspruch zum Streumunitionsverständnis der Vereinten Nationen. Weiterhin wird von Kritikern auf die ähnlichen Wirkungen wie bei bisheriger Streumunition auf die Zivilbevölkerung wie zum Beispiel bei Blindgängern oder bei Fehlern der Zielerfassung hingewiesen.
In einem Kommentar auf regensburg-digital schrieb der Journalist Stefan Aigner am 25. Juli 2008: „Heute ist das Unternehmen Diehl einer der erfolgreichsten deutschen Waffenproduzenten. Nach eigenen Angaben stammt rund ein Drittel des Umsatzes von 2,3 Milliarden Euro aus der Rüstungsproduktion. Unter anderem produziert man Streumunition.“ Durch eine einstweilige Verfügung und Klage forderten Diehls Anwälte eine Unterlassungserklärung von Aigner. Die Anwälte beriefen sich auf die im Oslo-Abkommen zum Verbot von Streumunition gemachten Ausnahmen für Streumunition, die angeblich keine Gefahr für Zivilisten darstellen. Im Prozess vor dem erstinstanzlich zuständigen Landgericht München I schlossen Aigner und Diehl am 2. März 2009 einen Vergleich, nachdem der Richter deutlich gemacht hatte, er werde Diehls Klage stattgeben. Der Vergleich beinhaltet, dass die vom Unternehmen Diehl hergestellte Munition von Stefan Aigner nicht als Streumunition bezeichnet werden darf. Im Gegenzug übernahm Diehl sämtliche Verfahrenskosten.
Im selben Jahr kam „intelligentes Wirksystem“ bei der Wahl zum Unwort des Jahres 2009 auf den dritten Platz. Hinter der harmlosen Bezeichnung „intelligente Wirksysteme“ sah die Jury ausschließlich technologisch hochentwickelte Munitionsarten, die von einem Tochterunternehmen zweier Rüstungskonzerne mit dem gleichfalls verschleiernden Firmennamen „Gesellschaft für Intelligente Wirksysteme mbH“ produziert werden.

### Verbot als Streumunition und Aufhebung des Verbots in Österreich
Die österreichische Regierung definierte vor in Kraft treten des Oslo-Abkommens zum Verbot von Streubomben die SMArt 155 zunächst als Streumunition und hatte das Produkt SMArt 155 per Gesetz als Streumunition bis Ende 2008 verboten. Seit Anfang 2009 ist die Verwendung dort zulässig.

## Vergleichbare Systeme
- BONUS aus Schweden und Frankreich
- M898 SADARM aus den Vereinigten Staaten